# Basisschutz
Der Basisschutz bewirkt in der Elektrotechnik den Schutz gegen elektrischen Schlag, wenn keine Fehlzustände vorliegen (Internationales Elektrotechnisches Wörterbuch – IEV 195-06-01).
Für Niederspannungsanlagen entspricht der Basisschutz dem Schutz gegen direktes Berühren.

## Vorkehrungen für den Basisschutz
Für Niederspannungsanlagen werden gemäß DIN VDE 0100-410, Abschnitt 411 die Vorkehrungen für den Basisschutz unterschieden in Vorkehrungen für normale Bedingungen und für besondere Bedingungen. Vorkehrungen für besondere Bedingungen sind nur zulässig, wenn die Anlagen von Elektrofachkräften oder elektrotechnisch unterwiesenen Personen betrieben und überwacht werden.
DIN EN 61140 (VDE 0140-1) beschreibt darüber hinaus weitere Vorkehrungen für den Basisschutz wie Begrenzung der Spannung, Begrenzung von Beharrungsberührungsstrom und Ladung oder Potentialsteuerung, die jedoch bei Niederspannungsanlagen gemäß DIN VDE 0100-410 nicht zum Einsatz kommen.

### Basisschutz unter normalen Bedingungen
Unter normalen Bedingungen, das heißt, bei der Benutzung durch Laien, werden die im Folgenden beschriebenen Maßnahmen angewendet.

#### Basisisolierung
Basisisolierung verhindert die Berührung von Leitern oder leitfähigen Teilen, die im üblichen Betrieb unter Spannung stehen. Diese Basisisolierung darf nur durch Zerstörung entfernbar sein.

#### Abdeckungen oder Umhüllungen
Abdeckungen und Umhüllungen müssen bestimmte Schutzarten erfüllen und dürfen nur mit Werkzeug lösbar sein.

### Basisschutz unter besonderen Bedingungen
Unter besonderen Bedingungen kann der Basisschutz auch durch Hindernisse oder die Anordnung außerhalb des Handbereichs gewährleistet werden. Hindernisse schützen nur vor der unbeabsichtigten Berührung von Leitern oder leitfähigen Teilen, nicht jedoch vor dem absichtlichen Berühren. Bei der Anordnung außerhalb des Handbereichs werden Teile, die unterschiedliches Potential aufweisen, mindestens 2,5 m voneinander angeordnet, so dass sie nicht gleichzeitig berührbar sind.